# اسقف‌نشینی تورهای کاتولیک رومی
اسقف‌نشینی تورهای کاتولیک رومی (انگلیسی: Roman Catholic Archdiocese of Tours) اسقف‌نشین کلیسای لاتین کلیسای کاتولیک رومی در فرانسه است.